# Згодом (роман)
«Згодом» (англ. Later) — роман американського письменника Стівена Кінга, опублікований 2 березня 2021 року.

## Сюжет
Головний герой роману — хлопчик Джеймі, який має здібність бачити людей, що нещодавно померли, та говорити з ними. Покійники зобов'язані відповідати чесно на слова Джеймі. Мама хлопчика, коли дізналася про цю здібність, сказала йому нікому не розповідати про вміння. Проте таємницю не вдається зберегти. Про незвичайні здатності хлопчика дізнається подруга мами — працівниця поліції. Вона намагається використати вміння Джеймі у власних цілях.

## Публікація
Про час публікації нового роману повідомив сам автор, який опублікував у Твіттері анонс та обкладинку книги. «Next year. March», — написав Кінг. Замовлення на Amazon було відкрито вже влітку 2019. Книжка побачила світ 2 березня 2021 року.

## Оцінки
Редактор Hard Case Crime (книжкової серії видавництва Titan Books, в якій йшла книга) Чарльз Ардай назвав «Згодом» «жахливим, чуттєвим, несамовитим і чесним» романом.
«Це історія жахів, але також гідний трилер від майстра своєї справи», — Елісон Флуд, The Guardian.
«Надзвичайне поєднання детективу, містики, казки та трилера. Це не схоже на жоден попередній роман», — Чарльз Ю, The New York Times.